# Барра-ди-Сан-Франсиску
Барра-ди-Сан-Франсиску (порт. Barra de São Francisco) — муниципалитет в Бразилии, входит в штат Эспириту-Санту. Составная часть мезорегиона Северо-запад штата Эспириту-Санту. Входит в экономико-статистический микрорегион Барра-ди-Сан-Франсиску. Население составляет 39 630 человек на 2007 год. Занимает площадь 933,747 км². Плотность населения — 41,7 чел./км².
Праздник города — 4 октября.

## История
Город основан 31 декабря 1943 года.

## Статистика
- Валовой внутренний продукт на 2003 составляет 135 497 095,00 реалов (данные: Бразильский институт географии и статистики).
- Валовой внутренний продукт на душу населения на 2003 составляет 3534,00 реалов (данные: Бразильский институт географии и статистики).
- Индекс развития человеческого потенциала на 2000 составляет 0,8 (данные: Программа развития ООН).

## География
Климат местности: умеренный.